# Benthocometes robustus
Benthocometes robustus är en fiskart som först beskrevs av Goode och Bean, 1886.  Benthocometes robustus ingår i släktet Benthocometes och familjen Ophidiidae. IUCN kategoriserar arten globalt som livskraftig. Inga underarter finns listade.

## Bildgalleri

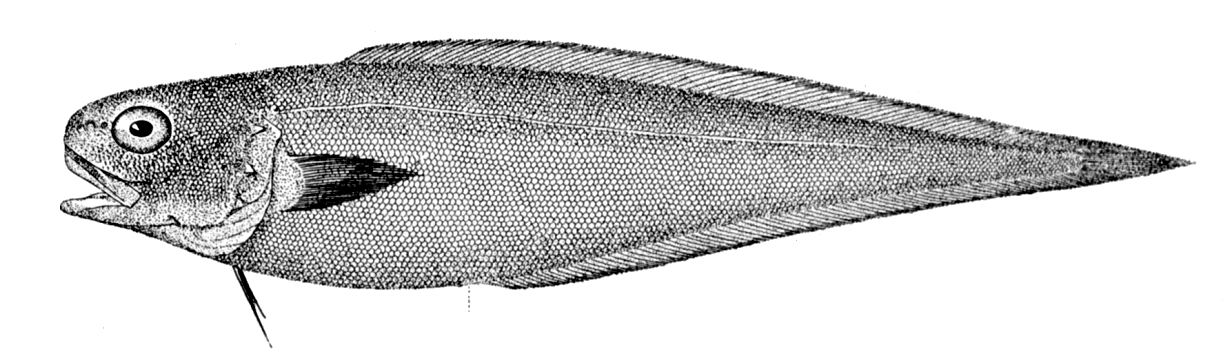
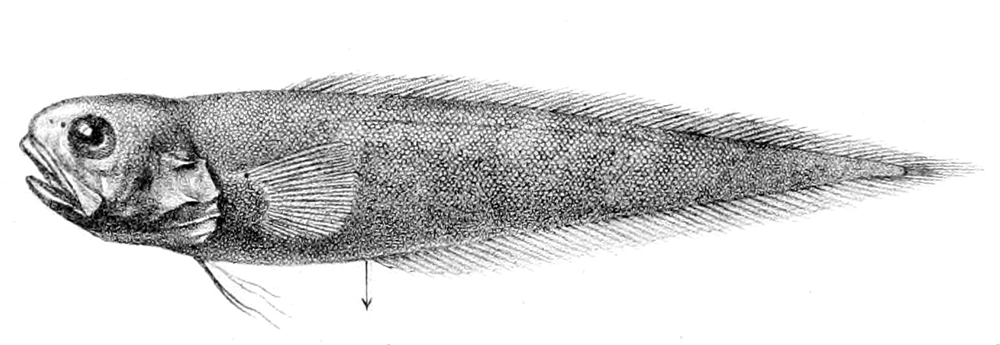